# Lopharcha kopeci
Lopharcha kopeci es una especie de polilla de la familia Tortricidae. Se encuentra en Vietnam.